# Herron (Montana)
Herron – jednostka osadnicza w Stanach Zjednoczonych, w stanie Montana, w hrabstwie Hill.